# Young MC
 (septembre 2022).
La mise en forme du texte ne suit pas les recommandations de Wikipédia : il faut le « wikifier ».
Les points d'amélioration suivants sont les cas les plus fréquents. Le détail des points à revoir est peut-être précisé sur la page de discussion.
- Les titres sont pré-formatés par le logiciel. Ils ne sont ni en capitales, ni en gras.
- Le texte ne doit pas être écrit en capitales (les noms de famille non plus), ni en gras, ni en italique, ni en « petit »…
- Le gras n'est utilisé que pour surligner le titre de l'article dans l'introduction, une seule fois.
- L'italique est rarement utilisé : mots en langue étrangère, titres d'œuvres, noms de bateaux, etc.
- Les citations ne sont pas en italique mais en corps de texte normal. Elles sont entourées par des guillemets français : « et ».
- Les listes à puces sont à éviter, des paragraphes rédigés étant largement préférés. Les tableaux sont à réserver à la présentation de données structurées (résultats, etc.).
- Les appels de note de bas de page (petits chiffres en exposant, introduits par l'outil «  Source ») sont à placer entre la fin de phrase et le point final[comme ça].
- Les liens internes (vers d'autres articles de Wikipédia) sont à choisir avec parcimonie. Créez des liens vers des articles approfondissant le sujet. Les termes génériques sans rapport avec le sujet sont à éviter, ainsi que les répétitions de liens vers un même terme.
- Les liens externes sont à placer uniquement dans une section « Liens externes », à la fin de l'article. Ces liens sont à choisir avec parcimonie suivant les règles définies. Si un lien sert de source à l'article, son insertion dans le texte est à faire par les notes de bas de page.
- La présentation des références doit suivre les conventions bibliographiques. Il est recommandé d'utiliser les modèles {{Ouvrage}}, {{Chapitre}}, {{Article}}, {{Lien web}} et/ou {{Bibliographie}}. Le mode d'édition visuel peut mettre en forme automatiquement les références.
- Insérer une infobox (cadre d'informations à droite) n'est pas obligatoire pour parachever la mise en page.

Pour une aide détaillée, merci de consulter Aide:Wikification.
Si vous pensez que ces points ont été résolus, vous pouvez retirer ce bandeau et améliorer la mise en forme d'un autre article.
Marvin Young (né le 10 mai 1967 à Londres), mieux connu sous son nom de scène Young MC, est un rappeur, chanteur et acteur américain d'origine britannique. Il est surtout connu pour son tube de 1989 « Bust a Move ». Son premier album Stone Cold Rhymin' rencontre une renommée internationale que ne réussissent pas à atteindre ses albums subséquents. Young est également apparu dans quelques films à titre d'acteur et ou encore par des apparitions en caméo. Il a également joué dans plusieurs programmes télévisés.

## Carrière musicale
Marvin Young est né à Londres, de parents immigrés jamaïcains. Lui et sa famille quittent le Royaume-Uni à l'âge de trois ans et déménage ensuite dans le Queens à New York, à l'âge de huit ans. Il obtient plus tard un diplôme en économie de l'Université de Californie du Sud (USC). Il y rencontre Michael Ross et Matt Dike de la maison de disques Delicious Vinyl, qui lui donnent éventuellement un contrat d'enregistrement. En 1989, Young collabore avec Tone Lōc sur les chansons Wild Thing et Funky Cold Medina. Young devient célèbre avec la sortie de son single Bust a Move, qui atteint la 7e place du Billboard Hot 100 et remporte un Grammy pour la meilleure performance rap. La popularité du single aide le premier album de Young, Stone Cold Rhymin', à atteindre la 9e place du Billboard 200 et à atteindre le statut Platine aux États-Unis. Son single suivant, Principal's Office, est nommé en tant que meilleure vidéo rap aux MTV Video Music Awards de 1990.
Pour son deuxième album sorti en 1991, Brainstorm, Young signe avec Capitol Records. Celui-ci atteint la 66e place du Billboard 200 et même le statut Or aux États-Unis, malgré l'absence de tout single fort. Quant à son troisième album, What's the Flavour?, sorti en 1993, il est un échec commercial, l'album et ses singles n'ayant pas réussi à se classer. Il change de label en 1997 pour son quatrième album, Return of the 1 Hit Wonder, et signe avec le label indépendant Overall Records. L'album contient deux singles, Madame Buttafly et On & Poppin qui se sont respectivement classés 25e et 23e sur le palmarès Hot Rap Songs. Au cours des années 2000, Young entreprend d'autres projets musicaux qui n'atteindront pas le succès rencontré lors de ses premiers projets.

## Discographie

### Albums
| Année                                                            | Album                      | Meilleure position | Meilleure position | Meilleure position | Meilleure position |
| Année                                                            | Album                      | É.-U.              | Hip-hop américain  | AUS                | N.-Z.              |
| ---------------------------------------------------------------- | -------------------------- | ------------------ | ------------------ | ------------------ | ------------------ |
| 1989                                                             | Stone Cold Rhymin'         | 9                  | 8                  | 38                 | 7                  |
| 1991                                                             | Brainstorm                 | 66                 | 61                 | —                  | 42                 |
| 1993                                                             | What's the Flavor?         | —                  | —                  | —                  | —                  |
| 1997                                                             | Return of the 1 Hit Wonder | —                  | —                  | —                  | —                  |
| 2000                                                             | Ain't Goin' Out Like That  | —                  | 85                 | —                  | —                  |
| 2002                                                             | Engage the Enzyme          | —                  | —                  | —                  | —                  |
| 2007                                                             | Adrenaline Flow            | —                  | —                  | —                  | —                  |
| 2008                                                             | Relentless                 | —                  | —                  | —                  | —                  |
| « — » indique que l'album ne s'est pas classé dans le classement |                            |                    |                    |                    |                    |

### Singles
| Année                                                            | Single                           | Meilleure position | Meilleure position | Meilleure position | Meilleure position | Meilleure position | Meilleure position | Meilleure position | Meilleure position | Album                      |
| Année                                                            | Single                           | US                 | US Rap             | US Dance           | AUS ,              | NZ                 | NLD                | BEL (FL)           | UK                 | Album                      |
| ---------------------------------------------------------------- | -------------------------------- | ------------------ | ------------------ | ------------------ | ------------------ | ------------------ | ------------------ | ------------------ | ------------------ | -------------------------- |
| 1988                                                             | "I Let 'Em Know"                 | —                  | —                  | —                  | —                  | —                  | —                  | —                  | —                  | Stone Cold Rhymin'         |
| 1988                                                             | "Know How"                       | —                  | —                  | —                  | —                  | —                  | —                  | —                  | 95                 | Stone Cold Rhymin'         |
| 1989                                                             | "Bust a Move"                    | 7                  | 2                  | 5                  | 1                  | 25                 | 14                 | 50                 | 73                 | Stone Cold Rhymin'         |
| 1989                                                             | "Principal's Office"             | 33                 | 9                  | 47                 | 50                 | 5                  | 43                 | —                  | 54                 | Stone Cold Rhymin'         |
| 1990                                                             | "I Come Off"                     | 75                 | —                  | 36                 | 43                 | 19                 | —                  | —                  | 78                 | Stone Cold Rhymin'         |
| 1990                                                             | "Pick Up the Pace (1990)"        | —                  | —                  | —                  | 147                | 38                 | —                  | —                  | —                  | Stone Cold Rhymin'         |
| 1990                                                             | "Louie Louie"                    | —                  | —                  | —                  | —                  | —                  | —                  | —                  | —                  | Coupe de Ville OST         |
| 1991                                                             | "That's the Way Love Goes"       | 54                 | —                  | —                  | —                  | 23                 | —                  | —                  | 65                 | Brainstorm                 |
| 1991                                                             | "Keep It in Your Pants"          | —                  | —                  | —                  | —                  | 18                 | —                  | —                  | —                  | Brainstorm                 |
| 1993                                                             | "What's the Flavor?"             | —                  | —                  | —                  | —                  | —                  | —                  | —                  | —                  | What's the Flavor?         |
| 1996                                                             | "Get Your Boogie On" / "Rollin'" | —                  | —                  | —                  | —                  | —                  | —                  | —                  | —                  | single only                |
| 1997                                                             | "Madame Buttafly"                | —                  | 25                 | —                  | —                  | —                  | —                  | —                  | —                  | Return of the 1 Hit Wonder |
| 1997                                                             | "On & Poppin'"                   | —                  | 23                 | —                  | —                  | —                  | —                  | —                  | —                  | Return of the 1 Hit Wonder |
| 2000                                                             | "Ain't Goin' Out Like That"      | —                  | —                  | —                  | —                  | —                  | —                  | —                  | —                  | Ain't Goin' Out Like That  |
| 2002                                                             | "Heatseeker"                     | —                  | —                  | —                  | —                  | —                  | —                  | —                  | —                  | Engage the Enzyme          |
| 2003                                                             | "Stress Test"                    | —                  | —                  | —                  | —                  | —                  | —                  | —                  | —                  | Engage the Enzyme          |
| « — » indique que l'album ne s'est pas classé dans le classement |                                  |                    |                    |                    |                    |                    |                    |                    |                    |                            |